# Labidiosuchus
Labidiosuchus is een geslacht van uitgestorven notosuchide Mesoeucrocodylia uit de staat Minas Gerais, in het zuidoosten van Brazilië. Labidiosuchus heeft een zeer bizar gebit en zijn onderkaak heeft een Y-vormige omtrek.

## Ontdekking
Labidiosuchus is alleen bekend van het holotype-exemplaar DGM 1480-R, een onvolledig paar onderkaken met het voorste deel van het dentaria compleet, zonder het grootste deel van de rechtertak en het uiteinde van de linkertak. Het wordt bewaard in het Earth Science Museum van de Departamento Nacional da Produção Mineral. Een afgietsel is gehuisvest in de Departamento de Geologia, Universidade Federal do Rio de Janeiro. Het werd gevonden in de Serra do Veadinho-vindplaats, gemeente Peirópolis in de staat Minas Gerais, dezelfde vindplaats waar Itasuchus, nog een ander raadselachtig lid van de Mesoeucrocodylia, werd gevonden. Het werd verzameld in de Serra da Galga-afzetting van de Maríliaformatie (Baurugroep) in het Bauru-bekken, die dateert uit het Laat-Maastrichtien van het Laat-Krijt.

### Etymologie
Labidiosuchus werd benoemd door Alexander W.A. Kellner, Rodrigo G. Figueiredo, Sergio A.K. Azevedo en Diogenes A. Campos in 2011 en de typesoort is Labidiosuchus amicum. De geslachtsnaam is afgeleid van het Griekse labis wat 'tang' betekent en souchos wat 'krokodil' betekent. De soortaanduiding komt van het Latijnse amicus dat 'vriend' betekent, ter ere van de gemeenschap die heeft bijgedragen aan de bescherming van de paleontologische vindplaats in Peirópolis, in het bijzonder de leden van de 'Association of the Friends of the Peirópolis Palaeontological Site'. Per abuis werd niet de genitief meervoud amicorum toegepast; dat kan niet meer worden gecorrigeerd.

## Beschrijving
Labidiosuchus wordt gekenmerkt door een unieke combinatie van kenmerken, waaronder vier autapomorfieën (unieke afgeleide eigenschappen) zoals de aanwezigheid van kleine tanden aan de binnenzijde van het voorste deel van het dentarium. Labidiosuchus had een proportioneel groot aantal tanden (minstens acht aan elke kant van de kaak), stevig opeengepakt, sommige aan de buitenzijde geplaatst ten opzichte van elkaar. Het eerste paar tanden helt naar voren en is groter dan alle andere. De onderkaak steekt sterk naar voren en boven uit en de symfyse vormt een platform dat de tanden bevat. 

## Fylogenie
Door de onvolledigheid van het holotype kunnen de voedingsvoorkeuren of de exacte fylogenetische positie niet met zekerheid worden bepaald. DGM 1480-R werd kort beschreven door Campos & Azevedo (1992) als een onderkaak van een dinosauriër. Het bewaarde exemplaar heeft een lengte van ongeveer 70,5 millimeter en suggereert dat het kaakbeen een Y-vormige omtrek heeft in bovenaanzicht. Deze toestand van de onderkaak wordt gedeeld met veel ziphosuchiërs, zoals Adamantinasuchus, Sphagesaurus, Notosuchidae en waarschijnlijk ook met Candidodon. Andere kenmerken van het gebit die worden gedeeld met veel leden van de Sphagesauridae (zoals de sterk uitstekende voorwaartse helling van het eerste paar tanden en de aanwezigheid van een voorste uitsteeksel op de onderkaak) wijzen op een positie in de Notosuchia, een grote groep crocodylomorfen die een grote variatie van gebit toont.